# Mikroregion Batatais

Mikroregion Batatais

Mikroregion Batatais – mikroregion w brazylijskim stanie São Paulo należący do mezoregionu Ribeirão Preto.

## Gminy
- Altinópolis
- Batatais
- Cajuru
- Cássia dos Coqueiros
- Santa Cruz da Esperança
- Santo Antônio da Alegria